# Vernestra Rwoh
Vernestra Rwoh es una maestra jedi que aparece en distintos medios asociados a la franquicia Star Wars.
El personaje es interpretado por la actriz Rebecca Henderson en la serie web de Disney+ The Acolyte.

## Historia de publicación
El personaje fue creado por los historietistas Justina Ireland, Diogo Saito y Elisa Serio, siendo introducida por primera vez en Star Wars: The High Republic #2, en febrero de 2021.
En la novela 2021 Star Wars: The High Republic: Out of the Shadows, escrita por la autora Justina Ireland, se confirma a través de una conversación entre ella y su  padawan, Imri Cantaros, que Vernestra es una mujer asexual y arromántica. Esto fue confirmado también por la propia autora de la novela a través de una respuesta a un fanático mediante la red social Twitter.

## Biografía “ficticia”
Vernestra Rwoh, una mujer mirialana, se unió a la Orden Jedi a temprana edad y se convirtió en padawan de Stellan Gios. Fue una alumna prodigio, alcanzando el rango de Caballero Jedi a los quince años, la más joven de su generación.
A los dieciséis años, Rwoh recibió su primera misión: cuidar a Avon Starros, una inventora de doce años, en Port Haileap, supervisada por el Maestro Jedi Douglas Sunvale. Aunque Avon fue enviada allí para evitar problemas, Rwoh pensaba que esto le daba más libertad. Rwoh soñó con un nuevo diseño para su sable de luz, el cual permitiría convertirlo en un látigo de luz, y realizó la modificación en secreto, practicando en privado.
El Maestro Sunvale pidió que Starros y Rwoh se unieran a los pasajeros de la nave Steady Wing, que llevaba una delegación dalnana a la ceremonia de la nueva estación Faro Starlight. Aunque Starros no tenía un papel oficial y su madre no la había enviado, Sunvale esperaba que se hiciera amiga del hijo del embajador, quien tenía su misma edad, para aliviar las preocupaciones de los dalnanos sobre la República Galáctica. Rwoh también deseaba que Starros encontrara un amigo.
Antes de partir, Rwoh sorprendió a Starros jugando con un speeder y la regañó por no estar a bordo. Junto con J-6, se dirigieron al Steady Wing. Rwoh tuvo un mal presentimiento sobre un mecánico aqualish, pero lo ignoró. En el crucero, Rwoh se reunió con el Maestro Sunvale y su padawan para cenar con la delegación dalnana. Starros llegó tarde con J-6 debido a ajustes en su vestido. Justo cuando iban a empezar a comer, la nave se sacudió, indicando problemas. Rwoh despejó escombros con su sable de luz para sellar una puerta de emergencia y Sunvale la ordenó liderar al grupo hacia las cápsulas de escape, pero descubrieron que estas habían desaparecido.
Rwoh, Starros, J-6, Cantaros y Honesty Weft quedaron atrapados cuando una puerta de emergencia se cerró, separándolos de Sunvale y los demás. Lograron encontrar una lanzadera en un hangar y huyeron justo a tiempo antes de que la nave explotara. Durante su viaje, Rwoh consuela a Cantaros, que ha perdido a su maestro, y a Honesty, que ha perdido a su familia. Cuando escasean los suministros, Rwoh y Cantaros utilizan la Fuerza para encontrar un planeta habitable, guiando la nave hacia una luna cercana llamada Wevo.
Rwoh sugiere que el grupo vaya a terreno elevado para seguridad. Durante la caminata, Starros revela que tomó un droide. Encuentran una nave aplastada y descubren que son atacados por Nihil. Al día siguiente, Cantaros y Weft desaparecen, creyendo que fueron a enfrentar a los Nihil. Rwoh y Starros enfrentan a los piratas, descubriendo que Cantaros está siendo seducido por el lado oscuro. Después de una batalla, son rescatados por Jedis.
Después de una serie de desafíos y misiones, Rwoh asume la responsabilidad de entrenar a Cantaros como su Padawan en el Faro Starlight. Juntos, enfrentan varias amenazas, incluyendo encuentros con los Nihil, participación en la restauración de la comunicación en Valo y apoyo en la Batalla de Valo y la segunda batalla de Cyclor, donde desempeñan un papel clave en la destrucción de una tempestad de los Nihil. Además, colaboran en una misión de infiltración en Grizal. A pesar de sus logros, su tiempo en el Faro Beacon llega a su fin cuando reciben la orden de regresar al Templo Jedi en Coruscant.

## En otros medios
Vernestra aparece como personaje en la serie web de Disney+ The Acolyte, siendo el único personaje que existía ya en la franquicia de forma previa al lanzamiento de la serie.